# Jean Schoumann
 (février 2015).
Jean Schoumann est un peintre, dessinateur et écrivain français, né le 2 avril 1934 à Paris.

## Biographie
Jean Schoumann est le fils d'un agent boursier et d'une modiste. Il côtoie dans ses jeunes années, Joséphine Baker et  Mistinguett dans les coulisses des Folies Bergère où sa grand-mère est plumassière.[réf. nécessaire]
Au retour de la guerre d'Algérie en 1957, il devient illustrateur pour différentes agences de publicité telles que Publicis. Votre avenir, la police parisienne sera sa première affiche, suivie de plusieurs campagnes de publicité  Santé-Sobriété qui le lança.
En 1967, il peint un ensemble floral sur une Ferrari 275 GTB pour le film Les Poneyttes de  Joël Le Moigne avec Johnny Hallyday. Il fera l'affiche du film Le petit bougnat de Bernard Toublanc-Michel, avec Isabelle Adjani (1970). Pendant ces mêmes années, Jean Schoumann croque des dessins humoristiques pour les magazines français Lui, Adam, Ici Paris ainsi que pour la presse allemande, anglaise et japonaise[réf. nécessaire]. Il illustre des livres pour enfants (Le Général raconté aux enfants, Le Petit Napoléon raconté aux enfants, La Grande Aventure de Spermato, Contes de la Perse de Clara Malraux).
Au début des années 1970, il part s'installer sept ans au Mont Ventoux. Durant cette période, Schoumann continue de répondre aux commandes de dessins humoristiques et de peintures.
En 1985, il écrit un roman : Les Noces de Gingembre, publié aux  éditions Le Pré aux Clercs.
De retour à Paris, Jean Schoumann est remarqué, à la fin des années 1980, par le galeriste de Francony. Ce dernier devient son marchand et contribue à faire reconnaître son travail de peintre. Il  expose en France, Suisse, Belgique,, Allemagne, Chine, États-Unis dans des galeries et salons d'art contemporain. Jean Schoumann rentre dans fondation Florence et Daniel Guerlain et dans la collection Matmut.

Le papier, le graffiti et la femme sont les traits d'union de ces différentes périodes stylistiques.  Schoumann dessine, peint, déchire et reconstruit pour donner forme à ses œuvres, que ce soit dans sa série Graphomania ou dans celle de Puzzle Man. Depuis 2013 il se consacre à des dessins sur papier.

## Livres illustrés
- 1968 : Le Général raconté aux enfants texte Xavier Antomarchi, Éditions Julliard
- 1969 : Le Petit Napoléon ou l'Empereur raconté aux enfants, texte Xavier Antomarchi, Éditions Julliard
- 1970 : La grande aventure de Spermato, texte Xavier Antomarchi, Éditions Denoël.
- 1972 : Contes de la Perse, texte Clara Malraux, Éditions G.P

## Roman
- 1985 : Les Noces de gingembre[8], Éditions Le Pré aux clercs

## Expositions (sélection)
1989
- 1er  Prix Biennale Sud 92, Issy-les-Moulineaux.
- Galerie de Francony, Paris.

1990    
- Galerie de Francony, Paris. New York, Chicago, Nice, Gand, Miami.
- Fein Art Galerie, Bruxelles, Belgique.
- Galerie Marie-Louise Muller, Cormondrèche, Suisse.

1992    
- Galerie de Francony, Paris.
- Musée Toulouse-Lautrec, Albi

1993  
- Galerie Arcade, Paris.
- Centre culturel d’Ernée, Mayenne.
- Galerie Triade, Barbizon.
- Fein Art Galerie, Foire d’Ostende, Belgique.
- Fein Art Gallery, Bruxelles, Belgique.

1994    
- Athena Art Gallery, Kortrik, Belgique
- Espace d’Art Contemporain “L’escale”, Bruxelles.
- Galerie Barès, Paris
- Galerie La Hune, Paris
- Galerie La Forêt, Paris.

1995   
- Galerie Jamault, Ile de Ré.

1996    
- Athena Art Gallery, Kortrik, Belgique.
- Fondation Daniel et Florence Guerlain, Les Mesnuls.

1997
- Galerie Michèle Guérin, Limetz-Villez.

1998    
- Espace d’Art Contemporain “L’escale”, Bruxelles.
- Fondation Daniel et Florence Guerlain, Les Mesnuls.
- Galerie La Forêt, Paris.

1999  
- Espace Lhomond, Paris.

2000   
- Espace d’Art Contemporain “L’escale”, Bruxelles.
- St’Art 2000, Strasbourg. Galerie Michèle Guerin

2001    
- Galerie RAM, Paris

2002  
- Art papier Kaysersberg

2003    
- Galerie Déprez-Bellorget, Paris[7]
- Galerie Michèle Guérin

2004    
- Foire de Lille. Galerie Slotine
- St’Art 2000, Strasbourg. Galerie Michèle Guerin

2005    
- Galerie Déprez-Bellorget, Paris

2006    
- Art Shanghai.Chine
- Art Karlsruhe. Galerie Slotine
- Galerie Michèle Guérin- Limetz-Villetz

2007   
- Galerie de Grancy . Lausanne[9]

2009   
- C.U.T.L.O.G Paris

2010   
- Collection Matmut

2011   
- Paris Louvre Galerie Liam

2012   
- Galerie de Grancy Lausanne

2013   
- Galerie Michèle Guerin  Limetz-Villetz